# Open samenleving
De open samenleving is een samenleving waarvan de wetten, gewoontes en instituties openstaan voor correctie. Dit in tegenstelling tot een gesloten samenleving, gebaseerd op  openbaring of een doctrine die beschermd is tegen weerlegging of discussie. Leden van een open samenleving kunnen openlijk haar instituties en machtsstructuren bekritiseren, zonder bang te hoeven zijn voor represailles. Onderwijs is er onderscheiden van indoctrinatie. De open samenleving kan op een natuurlijke manier gedijen zonder belemmerd te worden door staatstoezicht. Er is dus geen dominerende tucht van een totalitaire regering, en ook niet de starre politieke structuur van absolutisme.
De filosoof Karl Popper gebruikt de term in zijn beroemde werk The Open Society and its Enemies. Popper was van mening dat utopieën per definitie gesloten zijn omdat ze gebaseerd zijn op vaste, niet te weerleggen ideeën. Een samenlevingsmodel waarin geen ruimte wordt gelaten voor falsificatie is totalitair. Het zou dan ook geen toeval zijn dat samenlevingen gebaseerd op marxistische leer totalitair werden.